# 27-ма зенітна дивізія (Третій Рейх)
27-ма зенітна дивізія (Третій Рейх) (нім. 27. Flak-Division) — зенітна дивізія Вермахту зі складу військово-повітряних сил, що діяла наприкінці Другої світової війни.

## Історія
27-ма зенітна дивізія була сформована 19 вересня 1944 року на основі підрозділів 11-ї бригади зенітної артилерії Люфтваффе. Штаб розміщувався у Кенігсберзі у Східній Пруссії. 1 січня 1945 року дивізію передали під керівництво військ ППО 3-ї танкової армії. 13 січня 1945 року після початку стратегічного наступу Червоної армії на Східну Пруссію штаб дивізії був передислокований до Західної Пруссії, де перебрав на себе управління усіма частинами зенітної артилерії на ділянці від Ґрауденца до гирла Вісли. Але вже 31 січня її знову відвели з фронту та перевели до Старгарда, у резерв. Продовжувала забезпечувати протиповітряну оборону військ вермахту на цьому напрямку. 4 травня 1945 року основні сили дивізії капітулювали під Шверіном.

## Райони бойових дій
- Німеччина (Східна та Західна Пруссія) (жовтень 1944 — травень 1945).

## Командування

### Командири
- генерал-лейтенант, інженер Вальтер Катманн (нім. Walter Kathmann) (21 жовтня 1944 — 1 лютого 1945);
- генерал-лейтенант Вальтер фон Гіппель (нім. Walter von Hippel) (1 лютого — ? 1945).
- генерал-лейтенант Вальтер Феєрабенд (нім. Walter Feyerabend) (? — 2 травня 1945).
- генерал-майор Оскар Форбугг (нім. Oskar Vorbrugg) (2 — 4 травня 1945).

### Підпорядкованість
| Час        | Корпус        | Командування/Флот   | Штаб            |
| ---------- | ------------- | ------------------- | --------------- |
| 1944       |               |                     |                 |
| 19 вересня | II корпус ППО | 6-й повітряний флот | Східна Пруссія  |
| 1945       |               |                     |                 |
| 1 січня    | II корпус ППО | 6-й повітряний флот | Східна Пруссія  |
| 13 січня   | II корпус ППО | 6-й повітряний флот | Західна Пруссія |
| лютий      | II корпус ППО | 6-й повітряний флот | Штеттін         |

### Склад
| 19 вересня 1944                  | 1 листопада 1944                   | 1 березня 1945                   |
| -------------------------------- | ---------------------------------- | -------------------------------- |
| 62-й зенітний полк               | 62-й зенітний полк                 | 6-та зенітна бригада             |
| 81-й зенітний полк               | 81-й зенітний полк                 | 6-й зенітний полк                |
| 110-й зенітний полк              | 171-й прожекторний зенітний полк   | 171-й прожекторний зенітний полк |
| —                                | 97-й зенітний полк                 |                                  |
| 5./III загону зенітної артилерії |                                    |                                  |
| 6./III загону зенітної артилерії |                                    |                                  |
| 21./I загону зенітної артилерії  |                                    |                                  |
| 27./I загону зенітної артилерії  |                                    |                                  |
|                                  | 147-й дивізіон повітряної розвідки |                                  |
| рота зв'язку                     |                                    |                                  |